# هيو برنارد برايس
هيو برنارد برايس (بالإنجليزية: Hugh Bernard Price)‏ هو محامي أمريكي، ولد في 1941 في واشنطن العاصمة في الولايات المتحدة.

## وصلات خارجية
- هيو برنارد برايس على موقع إن إن دي بي (الإنجليزية)